# Toli (Achham)
Toli (nep. तोली) – gaun wikas samiti w zachodniej części Nepalu w strefie Seti w dystrykcie Achham. Według nepalskiego spisu powszechnego z 2011 roku liczył on 700 gospodarstw domowych i 4000 mieszkańców (2140 kobiet i 1860 mężczyzn).